# Șura Mică
Șura Mică é uma comuna romena localizada no distrito de Sibiu, na região histórica da Transilvânia. A comuna possui uma área de 49.48 km² e sua população era de 2456 habitantes segundo o censo de 2007.